# Ptychadena aequiplicata
Ptychadena aequiplicata es una especie  de anfibios de la familia Ranidae.

## Distribución geográfica
Se encuentra en Benín, Camerún, República Centroafricana, República del Congo, República Democrática del Congo, Costa de Marfil, Guinea Ecuatorial, Gabón, Ghana, Guinea, Liberia, Nigeria y, posiblemente en Angola y Togo.

## Estado de conservación
Se encuentra amenazada de extinción por la pérdida de su hábitat natural.